# Gornji Bušević (Bosanska Krupa)
Gornji Bušević kihalófélben levő szerb falu Bosznia-Hercegovinában, a Bosznia-hercegovinai Föderáció Una-Szanai kantonjában, Bosanska Krupa községben.

## Fekvése
Bosznia-Hercegovina északnyugati részén, Bihácstól légvonalban 31, közúton 46 km-re északkeletre, Bosanska Krupa központjától légvonalban 7, közúton 11 km-re kelet-északkeletre, a Buševica-patak völgye feletti dombokon fekszik. Határa a karsztsíkság eltűnni kezdődő részén felbukkanó karsztdombokon található. A Ponor, a Čava és a Prčak vizeit a Kamenica-patak gyűjti össze. A vizei víznyelőkben süllyednek a föld alá, majd Rašćko Vrelo néven bukkannak fel újra. A karsztdombok lejtőin és oldalain található Bušević falu. Fő településrészei Stankovića Brdo, Stolovi, Šlivovac és Tomaševac. További jelentősebb források a Šljivovac, a Mlaka, a Vugač, a Biljeg és a Manda. A falu családi házcsoportokra oszlik. Pusztán adminisztratív kényszerből oszlik Gornji, Srednji és Donji Buševićra, és a lakosság is egyre inkább átveszi ezt a felosztást.

## Népessége
| Nemzetiségi csoport | Népesség 1991 | Népesség 2013 |
| ------------------- | ------------- | ------------- |
| Szerb               | 491           | 30            |
| Bosnyák             | 0             | 0             |
| Horvát              | 1             | 0             |
| Jugoszláv           | 0             | 0             |
| Egyéb               | 1             | 0             |
| Összesen            | 493           | 30            |

## Története
A településnév a török előtti időkből való. Bušević, a Babonjić-Blagojski horvát nemesi család egyik ága, birtokai a Bastra-pataktól Vojskováig terjedtek (Radoslav Lopašić: Bihać i Bihaćska krajina, 135. o.) Az itt egykor lakó, eltűnt családokra emlékeztetnek: a Taburin Potok, a Đenića Potok, a Jelića Potok, a Vrgino Brdo, a Kolunića Brijeg és a Kukića Palučak helynevek. A Kolunića Brijegen kovácsműhelyből származó salak, mész és tégla maradványai vannak, melyet római korinak tartanak. A helyiek úgy tartják, hogy egy pap, vagy szerzetes cellája és a sírja volt ott.
A régészeti leletek tanúsága szerint Bušević területe már a középkorban is lakott volt. Középkori templomának és temetőjének maradványa a Crkvina nevű lelőhelyen található. A középkori Bušević valószínűleg a mai Bušević határán, de már a Veliki Badić területére eső Selište nevű helyen állt.
A mai település első lakói a Ćulibrić család 200 éve vándorolt be Likából, ahol még Majstorovićinak hívták őket. Először Šljivovacon telepedtek le, onnan költöztek a környező falvakba. Ősapjuk, akiról úgy tartják, hogy zsoldos volt, nagy bajusszal rendelkezett, ezért kapta a Ćulibrk becenevet. Az 1790-es osztrák-orosz-török háború idején a blatinai Jovan pap csapata érkezett ide, akinek egyik katonája azelőtt tüfendzsi (török puskás katona) volt, ezért utódait Tuvićinak hívták. A Popovićok a szvisztovói béke után, 1791-ben érkeztek délről Észak-Dalmáciából. Ebből a családból származott az 1875-ös törökellenes felkelés leglegendásabb hajdúvezére Pecija Popović.
Az egykor egységes Bušević, amely ma Srednji és Gornji Bušević településekre oszlik, 1878-ig tartozott az Oszmán Birodalomhoz, majd az Osztrák-Magyar Monarchia része lett. 1879-ben az első osztrák-magyar népszámlálás során a faluban 176 házat és 1096 ortodox szerb lakost számláltak. 1910-ben Bušević területén két község, Bušević-Blatna és Bušević-Šljivovac feküdt, mindkettő kizárólag szerb lakosságú volt. A monarchia szétesésével 1918-ben előbb a Szerb-Horvát-Szlovén Királyság, majd 1929-től a Jugoszláv Királyság része. 1921-ben a faluban 72 házat és 491 lakost számláltak. 1945-től a település a szocialista Jugoszlávia része volt. A boszniai háború után területmegosztáskor a települést kettévágta a Bosznia-hercegovinai Föderáció és a Szerb Köztársaság között húzott határvonal, így annak egy része Krupa na Uni községhez került.